# Synidotea fosteri
Synidotea fosteri är en kräftdjursart som beskrevs av Marilyn Schotte och Heard 2004. Synidotea fosteri ingår i släktet Synidotea och familjen tånglöss.
Artens utbredningsområde är Mexikanska golfen. Inga underarter finns listade i Catalogue of Life.